# Tarne dives
Tarne dives là một loài nhện trong họ Salticidae.
Loài này thuộc chi Tarne. Tarne dives được Eugène Simon miêu tả năm 1886.